# ラゥンガヴァトン
ラゥンガヴァトン (氷語: Langavatn、「長い湖」の意) はアイスランドにある湖。

## 概要
ラゥンガヴァトンはアイスランド島の西部、ボルガルフィヨルズル (Borgarfjörður) 地方にある。面積は 5.1 km²、水深は最大で 36 m である。
シンクヴァトラヴァトンやミーヴァトンなどの湖と同様に、ラゥンガヴァトンも溶岩によりせき止められてできた湖である。ラゥンガヴァトンは火山活動が活発なところにあり、リョゥスフィヨットル (Ljósufjöll)) 火山帯の中に位置する。
スナイフェルス半島とボルガルフィヨルズルの中間、行政的にはダーラシスラ (Dalasýsla) 県に位置する。ラゥンガヴァトンではマスが獲れる。湖の南岸にはコテージがあり、旅行者などに利用されている。
湖に流入する川はラゥンガヴァトンスダールル (Langavatnsdalsá)、[トルアゥ (Beilá)の二つあり、流れ出る川はラゥンガゥ (Langá) 一つである。ラゥンガゥにはダムが建設されている。